# Potter Lake
Potter Lake is een plaats (census-designated place) in de Amerikaanse staat Wisconsin, en valt bestuurlijk gezien onder Walworth County.

## Demografie
Bij de volkstelling in 2000 werd het aantal inwoners vastgesteld op 1099.

## Geografie
Volgens het United States Census Bureau beslaat de plaats een oppervlakte van 4,2 km², waarvan 3,6 km² land en 0,6 km² water.

## Plaatsen in de nabije omgeving
De onderstaande figuur toont nabijgelegen plaatsen in een straal van 12 km rond Potter Lake.